# Фалкеу
Фалкеу (рум. Falcău) — село у повіті Сучава в Румунії. Входить до складу комуни Бродіна.
Село розташоване на відстані 389 км на північ від Бухареста, 65 км на північний захід від Сучави.

## Населення
За даними перепису населення 2002 року у селі проживали 1264 особи.
Національний склад населення села:
| Національність | Кількість осіб | Відсоток |
| -------------- | -------------- | -------- |
| румуни         | 1236           | 97,8%    |
| німці          | 18             | 1,4%     |
| українці       | 9              | 0,7%     |

Рідною мовою назвали:
| Мова       | Кількість осіб | Відсоток |
| ---------- | -------------- | -------- |
| румунська  | 1241           | 98,2%    |
| німецька   | 13             | 1,0%     |
| українська | 9              | 0,7%     |